# Berlin (theatergezelschap)
BERLIN is een Antwerps theatergezelschap opgericht door huidig artistiek leider Yves Degryse, samen met Bart Baele en Caroline Rochlitz.

## Geschiedenis
Bart Baele en Yves Degryse maakten voor het eerst samen theater als veertienjarigen aan de woordacademie van Zottegem. In 2002 werkten Baele, Degryse en Caroline Rochlitz samen aan de voorstelling de verrukking van het theatergezelschap SKaGeN, waar Yves Degryse op dat moment lid van is. Baele regisseerde, Degryse en Rochlitz speelden de voorstelling. In tegenstelling tot de latere voorstellingen van BERLIN was de verrukking eerder traditioneel teksttheater. De tekst was gebaseerd op de gelijknamige roman van Ivo Michiels, die later ook tekst zou aanleveren voor de voorstelling Iqaluit.
In 2003 richtten Baele, Degryse en Rochlitz BERLIN op. Rochlitz verliet het gezelschap in 2009, Baele in 2022.
De voorstellingen van BERLIN zijn een mengvorm van diverse disciplines (theater, film, muziek, installatie, etc.) en hebben een documentair karakter. Elke creatie vertrekt vanuit de werkelijkheid: een stad, een waargebeurd verhaal of een getuigenis. Vanuit die inhoud wordt dan een geschikte vorm gezocht: beelden op scène, live-muziek, technologie, scenografie en de plaats van het publiek hierin, installatie, etc. De grens tussen fictie en realiteit is een vaak terugkerend thema in de voorstellingen. Aan elk project gaat een minutieus en langdurig onderzoek vooraf. Zo woonden de makers voor de voorstellingen in de Holoceen-cyclus vaak lange tijd op de plek waarover de voorstelling gaat.
Het werk van BERLIN wordt gekenmerkt door een sterke internationale oriëntering: zowel inhoudelijk als op vlak van spreiding. BERLIN ontving tijdens het theaterfestival 2016 de Vlaamse Cultuurprijs voor Podiumkunsten 2015. De voorstelling Bonanza won in 2013 een Total Theatre Award op het Edinburgh Festival. Vijf voorstellingen werden geselecteerd voor Het TheaterFestival: Bonanza, Land’s End, True Copy en The making of Berlin in de Belgische selectie, Zvizdal in de Nederlandse.
BERLIN was lange tijd creative associate bij deSingel in Antwerpen en is nog steeds artiste associé international bij Centquatre in Parijs. Eind 2023 trad BERLIN aan als nieuwe huisartiest bij NTGent waar het de komende jaren nieuw werk zal produceren. Artistiek leider Yves Degryse vormt sinds najaar 2023 samen met Barbara Raes en Melih Gençboyacı ook de nieuwe artistieke leiding van NTGent.
In 2024 presenteert BERLIN voor het eerst werk van een associate artist: Fien Leysen. Zij maakt bij het gezelschap de voorstelling ALABAMA, die ze zelf op scène brengt, met live soundtrack door Steven De bruyn. In 2025 werkt Sophie Anna Veelenturf als young artist in residence bij BERLIN aan haar eerste voorstelling: Swiping Right.

## Werk
De voorstellingen van BERLIN kaderen vaak binnen een van twee cycli: Holoceen en Horror Vacui. De eerste voorstelling van BERLIN, Jerusalem, markeerde de start van de Holoceen-cyclus. In 2010 kwam daar Horror Vacui bij.

### Holoceen
De naam van de eerste cyclus verwijst naar het huidige geologische tijdperk. Het uitgangspunt van de voorstelling is telkens stad of dorp, ergens ter wereld. De makers verbleven vaak lange periode ter plekke om materiaal te verzamelen voor de voorstelling, met de steeds wederkerende vraag hoe een plek de ziel van haar bewoners bepaalt. Vaak worden in deze voorstellingen videofragmenten en interviews die ter plekke werden opgenomen op speciaal voor de voorstelling gebouwde scènes getoond, in combinatie met andere disciplines.
De eerste voorstelling, Jerusalem, creëerde Berlin in twee fasen. In 2003 maakten ze een eerste voorstelling. In 2013 gingen ze terug om mensen opnieuw te interviewen, discussies over te doen en beelden op elkaar te leggen. In de voorstelling werd dan gekeken naar wat er veranderd was.
Voor de installatie Iqaluit (2005) trok Berlin naar de hoofdstad van de Inuitnatie in Canada. In 2006 ging de voorstelling Bonanza, over een verlaten mijnstad in Colorado, waar nog maar zeven mensen wonen.
Na twee voorstellingen over kleine gemeenschappen, maakte Berlin met Moscow een voorstelling over een grote metropool. In deze voorstelling staat het contrast tussen het kapitalisme en de arme Moskoviet centraal, tussen de harde repressie van het centrale gezag en de modale Rus die probeert een aangenaam leven op te bouwen.
Zvizdal gaat over een oud koppel dat nog steeds, zelfbedruipend, in de verboden zone rond Tsjernobyl woont en weigert weg te gaan.
De cyclus Holoceen eindigt met de voorstelling The making of Berlin, die in 2022 in première ging. Voor deze laatste voorstelling trok BERLIN naar de stad waar ze haar naam aan dankt.

### Horror Vacui
In de cyclus Horror Vacui ('angst voor de leegte') worden opmerkelijke, maar waargebeurde verhalen verteld. In het kader van deze verhalen worden ontmoetingen rond een tafel geënsceneerd. Reële mensen die niet met elkaar kunnen of mogen praten, doen dat op scène, met behulp van schermen. Zo worden mensen rond een thema of verhaal virtueel rond de tafel gebracht. Vooraf opgenomen interviews worden zo gemonteerd dat er een conversatie ontstaat. Sinds Horror Vacui introduceerde BERLIN steeds meer fictieve elementen in hun werk. Dit heeft ook invloed op de stadsportretten uit de Holoceen-cyclus, die minder strikt ‘documentair’ worden.
De eerste voorstelling in deze cyclus is Tagfish, een pokerterm voor iemand die geen risico’s durft nemen. Frie Leysen, toen festivaldirecteur van Theater der Welt, vroeg aan BERLIN om een productie te maken over Zollverein, een niet meer gebruikte industriële site in het Ruhrgebied.
In Land’s End zet BERLIN twee verdachten van de zogenoemde 'pannekoekenmoord', in de grensstreek van België en Frankrijk, tegenover elkaar aan een tafel, die over de Belgisch-Franse grens staat, omdat beiden in een andere jurisdictie zitten. De voorstelling draait over het belang en de absurditeit van grenzen vandaag.
In de voorstelling Perhaps all the dragons worden dertig verschillende verhalen gepresenteerd. Het concept van de voorstelling is gebaseerd op de theorie dat iedereen ter wereld via slechts zes tussenstappen met elkaar verbonden is.
Remember the dragons is een kindervoorstelling, gebaseerd op de voorstelling Perhaps all the dragons.
De voorstelling True Copy draait om ‘meestervervalser’ Geert Jan Jansen, die zelf ook in de voorstelling meespeelt.
In 2018 haalde BERLIN kortstondig het wereldnieuws met een actie naar aanleiding van True Copy. BERLIN vroeg aan Jansen om het schilderij Tête d’Arlequin, van Picasso na te maken. Dat was in 2012 gestolen uit de Kunsthal in Rotterdam. De schrijfster Mira Feticu, naast nog anderen, kreeg een anonieme brief waarin gesteld werd dat het schilderij zich in Roemenië bevond. Feticu ging met auteur naar Frank Westerman naar Roemenië en vonden daar het schilderij, waarvan ze dachten dat het om het origineel van Picasso ging. Dit was voorpaginanieuws in de internationale pers. Tot BERLIN liet weten dat ze het schilderij had laten namaken in het kader van de voorstelling True Copy.

### Voorstellingen buiten de cycli
In juni 2021 ziet Ramble Song het licht, het eerste avondvullende BERLIN-project dat niet onder één van de beide cycli valt. Eerder was er ook al de audio-installatie Wie oud wordt... (2019). Na The making of Berlin beslist het gezelschap om de cycli definitief overboord te gooien.  

## Voorstellingen

#### Holoceen
- 2003 Jerusalem (door: Bart Baele, Yves Degryse, Caroline Rochlitz)
- 2005 Iqaluit (door: Bart Baele, Yves Degryse, Caroline Rochlitz)
- 2006 Bonanza (door: Bart Baele, Yves Degryse, Caroline Rochlitz)
- 2009 Moscow (door: Bart Baele, Yves Degryse, Caroline Rochlitz)
- 2013 Jerusalem (herwerking - door: Bart Baele, Yves Degryse)
- 2016 Zvizdal (door: Bart Baele, Cathy Blisson, Yves Degryse)
- 2022 The making of Berlin (door: Yves Degryse)

#### Horror Vacui
- 2010 Tagfish (door: Bart Baele, Yves Degryse)
- 2011 Land's End (door: Bart Baele, Yves Degryse)
- 2014 Perhaps All The Dragons (door: Bart Baele, Yves Degryse)
- 2017 Remember The Dragons (door: Bart Baele, Yves Degryse, Tom Struyf)
- 2018 True Copy (door: Bart Baele, Yves Degryse)

#### Buiten de cycli
- 2019 Wie oud wordt... (door: Bart Baele, Yves Degryse)
- 2021 Ramble Song (door: Bart Baele)
- 2024 ALABAMA (door: Fien Leysen)
- 2025 Living Apartment Together (door: Yves Degryse)
- 2025 Swiping Right (door: Sophie Anna Veelenturf)